# Пронин, Владимир Васильевич (генерал)
Владимир Васильевич Про́нин (род. 21 сентября 1948, Фатежский район, Курская область, РСФСР, СССР) — советский и российский деятель органов внутренних дел, российский государственный деятель. Начальник Управления внутренних дел Курской области с 1991 по 1997 год. Начальник Управления внутренних дел Юго-восточного округа Москвы с июня 1997 по июль 2001 год. Начальник Главного управления внутренних дел Москвы с 24 июля 2001 по 28 апреля 2009 года. Вице-президент государственной корпорации «Олимпстрой» с 2010 по 2014 год. Генерал-полковник милиции (2005). Кандидат юридических наук.

## Биография
Родился 21 сентября 1948 года в Фатежском районе Курской области.
В 1971 году поступил на службу в органы внутренних дел на должность инспектора отдельного взвода дорожного надзора Курской области, затем служил участковым инспектором. С 1974 года занимал руководящие должности, являясь заместителем начальника и начальником Отдела внутренних дел Железногорского района Курской области.
В 1978 года окончил Высшую школу МВД СССР по специальности «юрист-правовед».
В 1981 году назначен начальником УВД Железногорского райисполкома Курской области. В марте 1983 года возглавил отдел уголовного розыска УВД Курской области. В ноябре 1985 года был назначен заместителем начальника УВД области (курировал милицию общественной безопасности).
В 1989 году окончил 1-й факультет Академии МВД СССР по специальности «юрист-организатор управления в сфере правопорядка». Кандидат юридических наук, тема диссертации — «Управление силами и средствами в сверхкрупном мегаполисе».
С 1989 по 1991 год — первый заместитель начальника, с 1991 по 1997 год — начальник Управления внутренних дел Курской области.
В июне 1997 года возглавил УВД Юго-восточного округа Москвы. Занимал этот пост до июля 2001 года. За этот период дважды признавался лучшим среди территориальных начальников отделений столичной милиции. В то же время, по словам Пронина, его предложения, касавшиеся организации работы милиции, вызывали у начальства «не ту реакцию».
За время службы трижды командировался в Чечню, принимал участие в боях за Грозный, был ранен.
24 июля 2001 года назначен на должность начальника Главного управления внутренних дел Москвы. Эта должность была вакантна с декабря 1999 года, когда после проверки московской милиции комиссией МВД России был уволен генерал-полковник милиции Николай Куликов (всё полтора года обязанности исполнял экс-начальник Управления внутренних дел Северо-Западного округа Москвы Виктор Швидкин). Вступив в должность, сразу же подверг критике стиль работы милиции, принятый при его предшественниках. Своей главной задачей он объявил возвращение доверия населения к милиции, пообещал бороться с сокрытием истинного числа преступлений и произвел ряд кадровых перестановок. В частности, уже в первой декаде августа отстранил от должности трёх заместителей главы ГУВД, в том числе начальника криминальной милиции Василия Купцова. Сам Пронин, отправляя в отставку своих новых подчинённых, утверждал, что сократил только управленческий аппарат.
10 июня 2002 года после массовых погромов на Манежной площади Владимир Пронин и его заместитель Василий Чемисов подали в отставку, однако глава МВД Борис Грызлов отставку Пронина не принял, уволив только Чемисова.
В июле 2003 года снял с поста начальника Московского уголовного розыска Виктора Трутнева — на его место был назначен генерал-майор милиции Виктор Голованов. Трутнев был уволен после того, как подверг сомнению виновность ряда своих подчиненных, арестованных в рамках операции по делу так называемых «оборотней в погонах» (кампания по выявлению сотрудников милиции, использующих свое служебное положение для совершения преступлений, была начата главой МВД России Борисом Грызловым). В ходе этой операции были задержаны шесть сотрудников МУРа и сотрудник МЧС России генерал Владимир Ганеев. Позже были задержаны ещё двое работников уголовного розыска.
16 июня 2005 года указом президента России № 680 от 12 июня 2005 присвоено специальное звание «генерал-полковник милиции».
В ноябре 2005 года выступил на слушаниях в Мосгордуме с инициативой ужесточить столичное законодательство, регулирующее проведение шествий и митингов в городе. Пронин пояснил, что ведет речь о «противотеррористических мерах», которые позволят не допустить повторения состоявшегося в том же месяце в столице шествия националистов.
28 апреля 2009 года отстранён от занимаемой должности (на основании указа президента Российской Федерации «по собственному желанию») после того, как начальник ОВД «Царицыно» Денис Евсюков убил несколько человек в московском супермаркете. Сразу после события Пронин заявил, что Евсюков «характеризовался только с положительной стороны», а «причиной произошедшего стало психическое расстройство, связанное с неурядицами в личной жизни».
Около четырёх месяцев обязанности начальника ГУВД Москвы временно исполнял первый замглавы ГУВД Москвы Александр Иванов. 7 сентября 2009 года указом президента России начальником ГУВД Москвы назначен Владимир Колокольцев, до этого бывший первым заместителем начальника Департамента уголовного розыска МВД России. Мэр Москвы Юрий Лужков выразил сожаление в связи с его отставкой, отметив: «Пронин — эффективный начальник управления внутренних дел, боевой генерал, прошедший все этапы роста». В сентябре 2009 министр внутренних дел Российской Федерации Рашид Нургалиев заявил, что Пронин будет работать в московской мэрии, охарактеризовав его как «честного, профессионального руководителя». Ряд депутатов Московской городской думы положительно оценили работу милиции при Пронине.
12 марта 2010 года было сообщено, что Пронин назначен «на общественных началах» советником первого вице-мэра Москвы Владимира Ресина.
С июля 2010 по 2014 года был вице-президентом государственной корпорации «Олимпстрой». Отвечал за эксплуатацию олимпийских объектов. С 2019 года — советник Губернатора Курской области Романа Старовойта по коневодству.
В мае 2021 года эмигрировал на Кипр, после смерти там сына месяцем ранее.

## Награды
Государственные
- Орден «За заслуги перед Отечеством» IV степени
- два Ордена Мужества
- Медаль ордена «За заслуги перед Отечеством» II степени
- Медаль «В память 850-летия Москвы»
- Другие медали

Ведомственные
- Медаль «За безупречную службу» I и II степеней
- Заслуженный работник МВД России

Региональные
- Почётный гражданин Курской области[19].
- Почётный доктор Российского государственного социального университета (4 сентября 2007)[20].

## Семья
Два сына. Младший сын Александр Пронин, умер в апреле 2021 года от острой коронарной недостаточности. Был директором нескольких строительных компаниях на Кипре.  Внучка Стефания.
Старший сын Валерий Пронин, живёт в Португалии.

## Критика
Согласно расследованию, проведённому «Новой газетой» и телеканалом «Дождь», во время руководства Прониным ГУВД Москвы его родственники стали долларовыми миллионерами.